# Une Parisienne à Rome
Pour plus de détails, voir Fiche technique et Distribution.
Une Parisienne à Rome (Una parigina a Roma) est une comédie sentimentale ouest-germano-italienne réalisée par Erich Kobler (de) et sortie en 1954.

## Synopsis
Riccardo est un pianiste talentueux d'origine autrichienne qui s'est installé à Rome pour étudier au conservatoire. Dans la ville italienne, lors d'une chasse au trésor organisée par la haute bourgeoisie romaine, il rencontre Fiorella. L'amour naît entre eux et ils se fiancent, malgré l'animosité du père de Fiorella à l'égard des artistes et des musiciens. Un soir, alors que Riccardo s'entraîne au piano pour une audition importante, il rencontre Germaine, une séduisante Française avec laquelle il passe une nuit d'amour.
Le lendemain matin, Fiorella se rend au conservatoire pour écouter l'audition, mais découvre que Riccardo ne s'est pas présenté. Avec le professeur de musique de Riccardo, Fiorella se rend chez son petit ami et trouve la police. La police les informe que le garçon a été emprisonné parce qu'il est soupçonné d'avoir volé la broche en diamants d'une touriste française. Fiorella, en colère, s'en va. En prison, Riccardo fait la connaissance d'Alberto, un directeur de concert passionné de poésie et ami de Fiorella.
Le lendemain, la broche est retrouvée dans l'hôtel de la Française et Riccardo est libéré. Après s'être réconciliée avec Fiorella, celle-ci le présente à Alberto qui, sorti de prison et revenu au travail, l'aide à s'introduire dans le monde des concerts, même avec des méthodes maladroites. Le grand succès de Riccardo à Rome l'amène à faire une tournée en Europe avec un chef d'orchestre renommé et, comme dernière étape, il arrive à Paris.
Dans la capitale française, il retrouve Germaine, avec qui il a de nouveau une liaison. Fiorella, restée à Rome, découvre la liaison grâce à une photo prise par un paparazzi. Le professeur de musique de Riccardo, devenu entre-temps l'ami de Fiorella, décide de se rendre à Paris pour annoncer à Riccardo que ses morceaux de piano seront joués à Rome pour la première fois en public. Riccardo, souhaitant être le seul à les interpréter, décide de retourner à Rome et Germaine, qui est amoureuse de lui mais moins intéressée par ses prouesses musicales, décide de le suivre en Italie.
Peu avant l'arrivée du couple, Fiorella décide de rendre Riccardo jaloux en faisant semblant d'être fiancée à Alberto qui, cependant, lorsque le couple arrive de Paris, manque de tout gâcher en commençant à faire la cour à la Française.
Riccardo, quelques jours avant la première représentation de son concert, ne cesse de penser à Fiorella. Le soir du concert, les deux couples (Alberto avec Fiorella et Riccardo avec Germaine) se retrouvent dans un bar pour fêter le concert à venir. Mais dans le bar, le faux amour de Fiorella montre ses faiblesses et Alberto fait plusieurs fois la cour à Germaine.
Riccardo, agacé, part au concert, laissant les filles et Alberto au bar. Germaine comprend le jeu de Fiorella et, consciente de son grand amour réciproque avec Riccardo, décide de s'effacer en lui donnant son billet de concert. Fiorella la salue et court au concert, s'asseyant à la place de la Française, où elle assiste à la prestation de Riccardo et du professeyur de musique. Peu après, Alberto voit Germaine partir dans l'avion et reste en plan.
Le concert, quant à lui, est un succès. Riccardo, quittant la salle, court vers les escaliers qui mènent aux stalles. Là, il rencontre Fiorella et tous deux échangent un baiser passionné, bannissant ainsi tout faux-semblant et toute tromperie.

## Fiche technique
- Titre italien : Una parigina a Roma[1],[2]
- Titre français : Une Parisienne à Rome[3]
- Réalisateur : Erich Kobler (de)
- Scénario : Oreste Biancoli, Ettore Scola, Ákos Tolnay (it)
- Photographie : Francesco Izzarelli, Eugen Schüfftan
- Montage : Mario Serandrei
- Musique : Franz Grothe, Luigi Malatesta
- Décors : Antonio Leonardi
- Production : Ferruccio Biancini, Ottavio Scotti, Newton Canovi
- Société de production : Rivo Film, Copa Film
- Pays de production :  Italie -  Allemagne de l'Ouest
- Langue originale : italien
- Format : Noir et blanc - 1,33:1 - Son mono - 35 mm
- Durée : 100 minutes
- Genre : Comédie sentimentale
- Dates de sortie :
  - Italie : 11 novembre 1954
  - Allemagne de l'Ouest : 19 novembre 1954
  - France : 17 septembre 1958 (Rouen)[3]

## Distribution
- Alberto Sordi : Alberto
- Barbara Laage : Germaine, la Parisienne
- Anna Maria Ferrero : Fiorella
- Erwin Strahl : Riccardo
- Marcello Giorda : le père de Fiorella
- Paul Hörbiger : le professeur Roth
- Mino Doro : le professeur Manardi
- Uta Franz : Cicci
- Giulio Bars : sculpteur Petroff
- Rio Nobile : Orti di Tiberio
- John Stacy : enseignant